# Rafnia affinis
Rafnia affinis är en ärtväxtart som beskrevs av William Henry Harvey. Rafnia affinis ingår i släktet Rafnia och familjen ärtväxter. Inga underarter finns listade i Catalogue of Life.